# Кондрат, Петре
Петре Кондрат (рум. Petre Condrat; 6 июня 1981) — румынский гребец-каноист, выступает за сборную Румынии по гребле начиная с 2002 года. Двукратный чемпион мира, чемпион Европы, победитель многих регат национального и международного значения.

## Биография
Петре Кондрат родился 6 июня 1981 года. Активно заниматься греблей начал с раннего детства, проходил подготовку под руководством выдающегося румынского каноиста Флорина Попеску в гребном клубе «Стяуа» в Бухаресте.
Первого серьёзного успеха на взрослом международном уровне добился в сезоне 2002 года, когда вошёл в основной состав румынской национальной сборной и побывал на чемпионате мира в испанской Севилье, откуда привёз награду бронзового достоинства, выигранную в зачёте четырёхместных каноэ на дистанции 200 метров. Год спустя на мировом первенстве в американском Гейнсвилле занял четвёртое место на двухстах метрах и второе на пятистах — впоследствии в связи положительным допинг-тестом россиянина Сергея Улегина и дисквалификацией всей российской команды переместился в итоговых протоколах на одну позицию выше, получив бронзовую и золотую медали соответственно.
В 2004 году на чемпионате Европы в польской Познани Кондрат одержал победу среди каноэ-четвёрок на дистанции 500 метров и стал серебряным призёром на дистанции 1000 метров. В следующем сезоне на аналогичных соревнованиях в той же Познани взял бронзу в километровой дисциплине четырёхместных экипажей. Кроме того, на чемпионате мира в хорватском Загребе выиграл в четвёрках на тысяче метрах серебряную медаль. Вскоре по окончании этих соревнований принял решение уйти из гребли, работал моделью, был популярной медиа-персоной в Румынии.
После почти десятилетнего перерыва в 2014 году Петре Кондрат вернулся в большой спорт и выступил на этапе Кубка мира в Сегеде. В 2015 году он добавил в послужной список серебряную медаль, выигранную в четвёрках на тысяче метрах на европейском первенстве в чешском Рачице, и золотую медаль, завоёванную на мировом первенстве в Милане. На чемпионате Европы 2016 года в Москве стал в той же дисциплине бронзовым призёром.